# Luis Ruiz Contreras
Luis Ruiz Contreras (Castellón de Ampurias, 8 de enero de 1863 - Madrid, 1953) fue un escritor, periodista, crítico teatral, dramaturgo y traductor español de la Generación del 98, hermano del gran pedagogo Ramón Ruiz Contreras (1861-1935). 

## Biografía
Era hijo del ingeniero forestal Hilarión Ruiz Amado (1832-1906), fundador de la revista La Topografía Moderna y El Catastro y director desde 1895 a 1897 de la Revista de l'Institut Agrícola Català de San Isidro. También publicó unos Estudios forestales y un Tratado de topografía moderna. Su madre, Ana Contreras Carbonell, tenía antepasados enriquecidos con la Desamortización de Mendizábal, entre ellos su abuelo, Ramón Contreras, un militante destacado del Partido conservador que llegó a ser alcalde de Castellón de Ampurias en 1867 y tenía la distinción de caballero y Gran Cruz de la orden de Isabel la Católica.
Luis fue el segundo entre dos hermanos, el doctor en derecho y jesuita tardío Ramón (1861-1935), importante pedagogo e introductor de las ideas de Herbart y el destacado ginecólogo José María (1866-1926). Con el hermano mayor jesuita tuvo discusiones y llegaron a romper, hasta el punto de que el religioso cambió su segundo apellido a Amado para no ser identificado como hermano del libertino escritor.
La formación de los hijos del ingeniero fue itinerante a causa del trabajo del padre, entre Castellón de Ampurias, Lérida y Barcelona principalmente. Luis se leyó gran parte del teatro clásico español del Siglo de Oro, al que se descubrió muy aficionado. Pero a instancias de su padre inició unos estudios de ingeniería de montes en El Escorial (1881) que no llegó a concluir, en parte por su delicada salud. Obtuvo un accésit en un certamen literario en Figueras en 1882 y eso le avivó una vocación literaria que lo llevó a instalarse en Madrid con 21 años. Allí sobrevivió como periodista consagrado a la crítica teatral en diarios y revistas (La Dinastía, La Publicidad y El Noticiero), y comenzó a usar los pseudónimos de "Palmerín de Oliva", "El amigo Fritz" y "Armando Guerra" para firmas estas contribuciones. También usó otros muchos, como el de "Luciano Salvador" para publicar ensayos, "La señora Martín" para las obras de cocina y "Fernando Boedo" para sus novelas. En Revista Nueva usó además el de "Máximo", "Mínimo", "Maximino" y "Pseudónimo". 
Se casó en 1887 a los 24 con una viuda, Blanca Martín Sedze, hija del ingeniero Melitón Martín Arranz, que tenía cuatro hijos, habidos en su anterior matrimonio con Siro Ramos. De este matrimonio nació uno propio, Luis, que murió con quince años. Su madre, que padecía asma, sucumbió el año 1908 y Luis Ruiz Contreras, viudo y con 45 años, no se volvió a casar. Alternaba estancias en Madrid con otras en una casa de su tierra natal del Ampurdán. Fue director literario de la Revista Crítica de Historia y Literatura españolas (1895), mientras que de la parte histórica se ocupaba Rafael Altamira. Amplió sus críticas teatrales a otras publicaciones, como la Revista Contemporánea, La Ilustración Artística, La Ilustración Española y La Correspondencia Española. Acumuló, según Azorín, una muy buena biblioteca y se dedicó a llevar una vida epicúrea de buena mesa y conquistas femeninas. Los escritores de su tiempo lo pintan solitario (aunque no desdeñaba las tertulias), desdeñoso, altivo e imbuido de un cierto preexistencialismo.
Aunque tuvo ciertas simpatías con el anarquismo su actitud neutral no fue comprendida ni compartida por nadie. Su década prodigiosa estuvo sin duda entre 1895 y 1905. Durante estos años, fundó diversas revistas: en 1891, El Teatro Moderno; en 1897, La Lectura; en 1899, Revista Nueva y en 1902, Revista de Arte Moderno.
Revista Nueva tuvo una existencia efímera por su carácter demasiado especializado en temas teatrales. Además su autor pertenecía activamente desde 1896 a la Asociación de la Prensa de Madrid y lo hicieron secretario perpetuo de la Real Academia de Bellas Artes de San Fernando. Llegó a ser una de las figuras secundarias más importantes de la llamada Generación del 98. Narrador y autor teatral mediano, destacó como un gran traductor, ensayista y crítico; en estas últimas facetas escribió obras como Dramaturgia castellana (1891), Palabras y plumas (1894) etc. También son excelentes su libros de recuerdos Memorias de un desmemoriado (1916, 1928 y 1946), La tierra natal (1931) y Día tras día (1950). Mis jesuitas (1903) es una novela en cierto modo autobiográfica y anticlerical, inspirada en el ingreso de su hermano en la Compañía de Jesús. Entre sus traducciones del francés destacan las de las Obras completas de Anatole France y Guy de Maupassant. Dijo a Alfonso Reyes que «el traducir es una tarea humilde y dócil como el servir, y a la vez un peligroso viaje sobre dos carriles». Gastrónomo aficionado, escribió y publicó un libro de cocina con pseudónimo femenino. En 1936 su aspecto estrafalario hizo que lo confundieran con un religioso disfrazado y estuvo a punto de ser fusilado por los anarquistas madrileños en la Casa de Campo, pero fue reconocido poco antes.

## Obras

### Lírica
- Para muestra (sonetos amorosos)... Madrid [s.n.] 1895.
- De un poeta muerto: (rimas amorosas). Madrid: [A. Marzo] Pueyo, 1907.

### Crítica literaria
- Dramaturgia castellana: estudio sintético acerca del teatro nacional, Madrid: Sáenz de Jubera, 1891.
- Palabras y plumas Barcelona: Librería Española, 1894.
- El crítico y su crítico Una dedicatoria impertinente. Quién era Palmerin de Oliva. El arte de novelar, la nueva literatura. [Madrid], [1902]
- Medio siglo de teatro infructuoso. Madrid, Sociedad general española de librería, diarios, revistas y publicaciones, 1930.
- Desde la platea: divagaciones y críticas Madrid: [s. n.], 1894
- De guante blanco (estudios críticos) Madrid, Administración, 1895.
- Libritos, librotes y librajos. Libelo dedicado á examinar las obras pedagógicas del editor D. Saturnino Calleja, etc. Madrid: Imprenta de Enrique F. de Roja, 1893.
- La Montálvez: novela de José María de Pereda Madrid: Tipografía de Manuel G. Hernández, 1888.
- Pérez Galdós chez lui. [S. l.], 1900.

### Obra dramática
- La celada: drama en un acto y en verso. Manuscrito de 1881.
- La justicia no se vende, drama en tres actos y en verso, manuscrito de 1881.
- El pedestal: poema dividido en tres jornadas: (última parte de una Trilogia) Madrid [A. Marzo] 1898.
- El pedestal; poema. Madrid, [F. Fé], 1898.
- Pródigo: poema escénico en cuatro jornadas Madrid: A. Marzo, 1899.
- Pródigo; los Padres y los hijos Madrid [Antonio Marzo] 1900.
- Tres moradas, Madrid [Rodrígue y Odriozola, 1897?]
- Semi-teatro: Los vencidos. La señora baronesa. Madrid [Imp. Rojas] 1895.
- Semi-teatro: El pedestal; poema dividido en tres jornadas. Madrid: [Imp. A. Marzo] 1898.
- Semi-teatro, Madrid: Librería Bergua, [1934]
- Los vencidos, comedia moderna, Madrid, Estab. tip. de "La Linterna", 1894.
- Una obra y un boceto, [Madrid]: Publicaciones de Revista Nueva, [1926]

### Obra autobiográfica
- Tres moradas: memorias de un desmemoriado, Madrid: [Jubera], s. a., pero 1897.
- Tres morades: memorias de un desmemoriado, febrero de 1897
- Memorias de un desmemoriado (1916, 1928 y 1946)
- La tierra natal Madrid: [s. n.], 1931.
- Día tras día: correspondencia particular (1908-1922) Madrid: Aguilar, 1950.
- Mis Jesuitas: recuerdos infantiles..., El novicio Madrid, [s. n.], 1903.

### Ensayos
- Con el sobrenombre de Fernando Boedo, Iberismo de Lope de Vega (dos Españas): Segismundo, ¿es el Contraquijote? Madrid: Imp. "Sáez Hermanos, 1935.
- Historia de una peseta: ensayo de rudimentaria economía con algunas digresiones incoherentes [S.l.: s.n.], 1936.
- Clave matrimonial: (bosquejo de un tema escabroso) Madrid [Antonio Marzo] 1906; se reeditó con otro título: Clave matrimonial: fisio-Psicología de un asunto escabroso Madrid [s.n.] 1924.

### Gastronomía
- Cocina del tiempo, sencilla y económica o Arte de preparar sabrosos y exquisitos platos propios de cada estación Barcelona; Madrid F. Granada y Cª [1900?]
- La verdadera vida: Cocina del tiempo sencilla... ó arte de preparar sabrosos... platos propios de cada estación Madrid [s.n.] 1902.
- Golosinas: repostería casera, Barcelona: Araluce, s. a.

### Narrativa
- Los deseos de Juan Servien (novela), Madrid: Sociedad General Española de Librería, 1918.
- El estuche de nácar: novela, 	Madrid [s. n. 19--?]
- Novelas infantiles Paris: Garnier hermanos, libreros editores, 1897.

### Traducciones
- Obras completas de Anatole France
- Guy de Maupassant, Novelitas: narraciones y cuentos Barcelona: Eds. Literarias y Artísticas, 1937.
- Guy de Maupassant, La Gordita: novelitas, narraciones y cuentos Barcelona: Ediciones Literarias y Artísticas, 1937.
- Guy de Maupassant, Claror de luna Madrid: Ediciones Literarias y Artísticas, 1905.
- Obras completas de Guy de Maupassant. Madrid: Aguilar, 1952.
- Guy de Maupassant, Novelas y cuentos Buenos Aires: Aguilar, 1956.
- Anatole France, Obras de Anatole France.
- Blaise Pascal, Pensamientos Madrid: Librería Bergua, [1933?]
- Blaise Pascal, Pensamientos sobre la religión y otros asuntos; Las cartas provinciales Buenos Aires: El Ateneo, 1948.
- Colette, Claudina en la escuela; Claudina en París; Claudina en su casa; Claudina desaparece Madrid: Ambrosio Pérez y Ca., 1903; Una playa de amor (1906), El zorro enamorado (1906), Los extravios de Minna: Sus ensueños [Sus deslices], Madrid: [A. Marzo], 1908; La ingenua libertina (1914) y Retiro sentimental (1916).
- Honoré de Balzac, La piel de zapa: estudios filosóficos París: Garnier, [191-]
- Máximo Gorki, Los ex-hombres Valencia: F. Sempere, [1950?]
- Madame d'Aulnoy, Un viaje por España en 1679, Madrid, Ediciones "La Nave" [1943]
- Émile Zola, Teresa Raquin drama pasional, [Madrid], [R. Velasco], [1899]
- Rémy de Gourmont, Física del amor: (el instinto sexual) Madrid [s.n.] 1904.
- Charles Baudelaire, La Fanfarlo Madrid : [s.n.], 1910.
- Henrik Ibsen, Despertaremos de nuestra muerte, Madrid: Ediciones de la Revista de Arte Dramático, 1902.
- Henrik Ibsen, Juan Gabriel Borkman drama en cuatro actos. Madrid: [Ambrosio Pérez, 1902]